# Förändringsblindhet

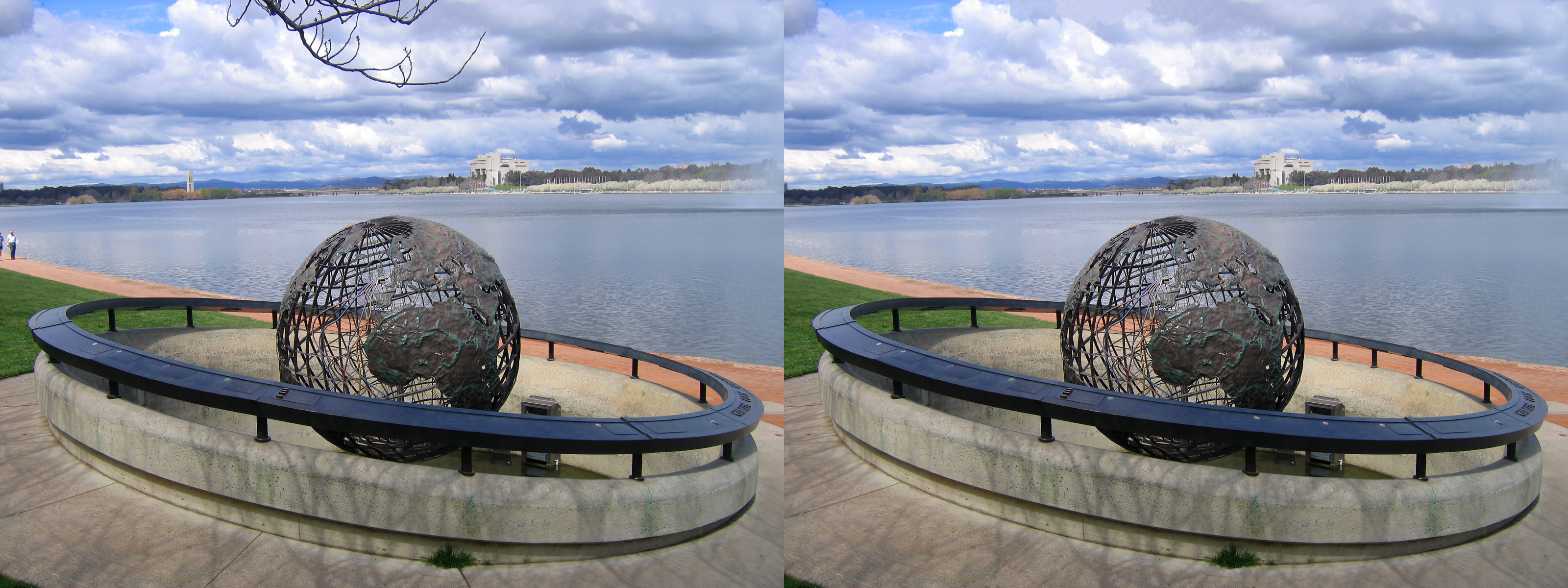
Två bilder som skulle kunna användas vid ett experiment för att påvisa förändringsblindhet.

Förändringsblindhet (engelska: change blindness) är ett perceptionellt fenomen som uppstår när en observatör inte lägger märke till en relativt stor förändring av ett visuellt stimulus, som annars är tämligen uppenbar. Studier av fenomenet har lett till ökad förståelse för hur förändringar av omgivningen kan påverka exempelvis vittnesmål och trafikolyckor. Dessutom 

## Tillämpningar

### Körförmåga
Studier av förändringsblindhet i trafiksituationer visar att förare har lättare att uppfatta centrala förändringar jämfört med förändringar i det perifera synfältet. Dessutom tycks det vara lättare att uppfatta förändringar som är relevanta för trafiksäkerheten.